# Leopoldo O'Donnell
 (février 2023).
Si vous disposez d'ouvrages ou d'articles de référence ou si vous connaissez des sites web de qualité traitant du thème abordé ici, merci de compléter l'article en donnant les références utiles à sa vérifiabilité et en les liant à la section « Notes et références ».
Pour les articles homonymes, voir O'Donnell.
Leopoldo O'Donnell y Jorris, duc de Tétouan, comte de Lucena et vicomte d'Aliaga, né à Santa Cruz de Tenerife, le 12 janvier 1809 et mort à Biarritz, le 5 novembre 1867, est un militaire et homme d'État espagnol.

## Biographie
O'Donnell naît dans une famille de militaires, originaire de l'aristocratie catholique irlandaise exilée par suite des persécutions religieuses de la couronne d'Angleterre. O'Donnell perpétue une tradition militaire en entrant au régiment d'infanterie Imperial Alejandro, avec le grade de subteniente.
À la mort de Ferdinand VII, en 1833, la Première guerre carliste éclate entre les partisans de la fille de Ferdinand, Isabelle II sous la régence de sa mère Marie-Christine, les Cristinos ou Isabelinos, et ceux de son oncle, l'infant Carlos, les Carlistas. O'Donnell, qui porte alors le grade de capitaine, prend parti pour les Cristinos, bien que son père José Enrique et son frère Carlos Luis prennent parti pour "Charles V". Grâce à de nombreux faits d'armes, il monte rapidement dans la hiérarchie militaire, devenant coronel (colonel), brigadier, puis Mariscal de Campo (général de brigade) en juin 1837.
En 1839, il est nommé capitaine général (gouverneur de région militaire) pour l'Aragon et les régions de Valence et de Murcie. Vainqueur du général carliste Ramón Cabrera à Lucena, il reçoit le titre de conde de Lucena et le grade de Teniente General (général de division).
De conviction modérée, c'est-à-dire s'opposant au carlisme comme au libéralisme radical des Progressistes menés par le général Espartero, il est l'un des plus fidèles soutiens de la régente Marie-Christine. Il suit la régente en exil en France en 1840 lors de la victoire des Progressites d'Espartero, mais revient vite en Espagne.
En 1841, il participe à la conspiration du général Diego de León contre la régence du général Espartero. O'Donnell a pour mission de soulever l'armée dans la région de Pampelune, mais après l'échec de la tentative de prise du Palacio Real de Madrid, il doit à nouveau s'exiler en France.
Trois ans plus tard, alors que le général Ramón María Narváez est devenu président du Conseil à la place d'Espartero, il est nommé capitán general de Cuba, et occupe ce poste jusqu'en 1848. De retour en Espagne, il est nommé sénateur et directeur général de l'Académie d'infanterie.
À partir de 1853, il s'implique de plus en plus dans la politique et rassemble autour de lui les modérés, c'est ce qui deviendra la Union Liberal En juin 1854, à la tête d'un bataillon d'infanterie, avec le soutien du général Dulce, il se soulève contre le gouvernement. Le général Blaser est envoyé pour le combattre ; les deux armées se rencontrent à Vicálvaro et, après un simulacre de combat (connu sous le nom de Vicalvarada), les troupes s'éloignent, attendant la suite des événements. Le 7 juillet, le manifeste de Manzanares est publié ; il est rédigé par Antonio Cánovas, et la plus grande partie de l'armée s'y rallie. Après le triomphe du soulèvement, Espartero est nommé président du Conseil des ministres, et O'Donnell obtient le ministère de la Guerre. Cette Révolution de 1854 marque le début du Biennat progressiste, une tentative des Progressistes de réformer l'Espagne.
Aux Cortès, il forme un nouveau groupe politique, la Union Liberal. Devant la situation instable du pays lors du Bienio Progresista, il renverse Espartero dans un nouveau coup d'État en 1856 et son gouvernement dure jusqu'en octobre 1857, lorsque Ramón María Narváez le remplace.
O'Donnell revient au pouvoir en juillet 1858. C'est pendant qu'il est à la tête du gouvernement que l'Espagne déclare la guerre au Maroc le 22 octobre 1859 ; il se met lui-même à la tête des troupes, et occupe Tétouan en février 1860. Le traité de Tétouan, qui met fin à la guerre, assure la reconnaissance des positions espagnoles en Afrique du Nord et agrandit le territoire de Ceuta. Le titre de duque de Tetuan (duc de Tétouan) lui est accordé après cette victoire. Il lance également un programme d'expansion du réseau ferroviaire. Il gouverne jusqu'en 1863, date à laquelle il doit présenter sa démission à la suite de pressions du Parti modéré ; il est remplacé par le marquis del Duero.
En 1865, les manifestations étudiantes (dues au renvoi d'Emilio Castelar de sa chaire universitaire) et la répression sanglante qui s'ensuit (la "nuit de San Daniel") portent de nouveau O'Donnell à la présidence du gouvernement et au ministère de la guerre. Après le soulèvement des sergents de San Gil, le 22 juin 1866, entrant en désaccord avec la reine Isabelle II, O'Donnell démissionne de sa charge et se retire à Biarritz où il meurt le 5 novembre 1867.